# تنسيقية القوى الديمقراطية (تونس)
تنسيقية القوى الديمقراطية التقدمية في تونس، هي تكتل سياسي حزبي تونسي تشكل في 28 سبتمبر 2021، وذلك بعد مرور 66 يوما على الأمر الرئاسي الذي أصدره الرئيس قيس سعيد والذي يقضي بإقالة حكومة هشام المشيشي وتجميد إختصاصات المجلس النيابي، وهو الأمر الذي كان بداية لما عُرف بـ الأزمة السياسية التونسية.
تتشكل الجبهة من 4 أحزاب سياسية تتشارك في الأيدلوجيات الليبرالية واليسارية ومعارضة الحركات الإسلامية مثل حركة النهضة.
دعى ممثلو 3 أحزاب في التنسيقية وهم حزب التيار الديمقراطي والحزب الجمهوري وحزب التكتل الديمقراطي من أجل العمل والحريات إلى التظاهر في شارع الحبيب بورقيبة بالعاصمة تونس يوم 17 ديسمبر 2021 رفضا لما اعتبروه «انقلاب رئيس الجمهورية قيس سعيد»، وللاحتفال كذلك بذكرى إندلاع الثورة.

## خلفية
في 25 يوليو 2021، خرج الرئيس التونسي قيس سعيد في خطاب له برفقة بعض القادة الأمنيين والعسكريين معلنا إقالة حكومة هشام المشيشي وتجميد إختصاصات مجلس نواب الشعب إستنادا للفصل 80 من الدستور وإعلان الإجراءات الإستثنائية في البلاد. وفي 22 سبتمبر، صدر أمر رئاسي جديد يقضي بإعتماد البابين الأول والثاني فقط من الدستور وسيطرة الرئيس على السلطة التشريعية من خلال المراسيم الرئاسية الغير قابلة للطعن بالإلغاء بالإضافة إلى توليه قيادة السلطة التنفيذية ورئاسته النيابة العمومية وهو ما أثار حفيظة الأحزاب التي سبق وإن دعمت إجراءات 25 يوليو مثل حزب التيار الديمقراطي والتي استهدفت حركة النهضة بالأساس صاحبة كتلة الأغلبية بالبرلمان. وهو ما جعل 4 أحزاب سياسية كبرى بالبلاد تعلن عن تشكيل تنسيقية القوى الديمقراطية للتصدّي لإجراءات الرئيس قيس سعيد مطالبة بالعودة للمسار الديمقراطي.
وقد صرح غازي الشواشي أمين عام حزب التيار في إعلان التنسيقية: ''هذه التنسيقية جاءت للدفاع عن الديمقراطية ، جاءت للتعبير عن رفضها لكلّ انفراد بالسلطة وجاءت كذلك لدعم كلّ مسار إصلاحي تمرّ به تونس اليوم من أجل تحقيق الإستقرار السياسي ومن أجل التنمية الإقتصادية ومن أجل تحقيق العدالة الإجتماعية، هذا هو الهدف من تجمّع هذه الأحزاب التي ستبقى مفتوحة لكلّ نفس قادر على خدمة مصلحة بلادنا''.

## مكونات التنسيقية

### الفترة بين 2021 و2022[6]
- حزب التيار الديمقراطي - غازي الشواشي
- حزب آفاق تونس - فاضل عبد الكافي
- حزب التكتل الديمقراطي من أجل العمل والحريات - خليل الزاوية
- الحزب الجمهوري - عصام الشابي

### منذ 2023[7]
- حزب العمال
- حزب التكتل الديمقراطي من أجل العمل والحريات
- حزب التيار الديمقراطي
- حزب القطب

## المطالب الرئيسية
إلغاء تعليق الدستور وعودة العمل به والعودة السريعة إلى النظام الديمقراطي في إطار تمشي تشاركي يُوفّر شروط الاستقرار السياسي لمواجهة الصعوبات الاقتصادية والإجتماعية التي تواجهها البلاد.